# 데이터 파일
데이터 파일(data file)은 컴퓨터 응용 소프트웨어이나 시스템이 사용하는 데이터를 저장하고 있는 컴퓨터 파일로서, 입출력 데이터를 담고 있다. 데이터 파일은 일반적으로 실행 대상이 되는 명령어나 코드(즉, 컴퓨터 프로그램)를 담고 있지 않다.
수많은 컴퓨터 프로그램은 데이터 파일과 함께 동작한다.

## 데이터 파일의 종류
데이터 파일은 2가지 방식으로 저장할 수 있다:
- 텍스트 파일
- 이진(바이너리) 파일

### 텍스트 파일
텍스트 파일(또는 ASCII 파일)은 ASCII 문자로 정보를 저장한다. 텍스트 파일은 인간이 읽을 수 있는 문자를 포함하고 있다, 사용자는 문서 편집기를 사용하여 텍스트 파일의 내용을 읽거나 수정할 수 있다. 텍스트 파일에서 텍스트의 각 줄은 종단되며 EOL (새줄) 문자로 알려진 특수한 문자로 구분된다. 이 EOL 문자를 일거나 쓸 때 텍스트 파일에서 일부 내부 변환이 발생한다.
텍스트 파일의 예
- 텍스트 문서

### 이진 파일
이진 파일(바이너리 파일)은 이를테면 이진 형태로 메모리에 정보를 보유하는, 동일 포맷의 정보를 포함하는 파일이다. 이진 파일에서 줄을 위한 구분자는 없다. 또, 이진 파일에서는 어떠한 변환도 일어나지 않는다. 그 결과 이진 파일은 프로그램이 텍스트 파일을 읽고 쓰기가 더 빠르고 더 쉽다. 파일을 읽을 필요가 없거나 다른 유형의 시스템으로 이식할 필요가 있는 한, 이진 파일은 프로그램 정보를 저장하기 가장 좋은 방식이다.
이진 파일의 예
- JPEG 이미지

## 데이터 파일 분류
폐쇄형 데이터 파일 포맷은 사유 포맷 파일로서 메타데이터 데이터 요소가 숨어져 있거나 난독화되어 있거나 파일 사용자들이 사용할 수 없게 되어 있다. 응용 프로그램 개발자들은 이를 통해 사용자들이 데이터 파일의 변조나 손상을 못하게 막거나 경쟁사의 애플리케이션에 데이터를 가져오지 못하도록 한다.
개방형 데이터 포맷 파일은 메타데이터 게시 과정을 통해 파일 사용자가 사용할 수 있는 저만의 내부 구조를 갖추고 있다. 메타데이터 게시는 파일 내의 가능한 데이터 요소 전체의 구조와 시맨틱스를 사용자들이 사용할 수 있음을 암시한다.
개방형 데이터 파일의 예로는 스케일러블 그래픽스를 저장하기 위한 SVG, 웹 페이지를 저장하는 HTML, CSV, XLS, XML 포맷이 있다.

## 같이 보기
- 인덱스 (데이터베이스)
- 데이터베이스
- 직렬화